# یوای‌سی/اچ‌ای‌ال ۲-۲۱۴
یوای‌سی/اچ‌ای‌ال ۲–۲۱۴ (به انگلیسی: UAC/HAL Il-214) یک پروژه ساخت هواگرد از شرکت یونایتد ایرکرفت کورپوریشن در کشور روسیه است. نخستین استفاده‌کنندهٔ این هواگرد نیروی هوایی روسیه خواهد بود. این هواگرد برای نخستین بار در ۲۰۱۷ میلادی مورد آزمایش قرار گرفت. در آغاز کار شرکت هندی هیندوستان آیروناتیکس نیز در این پروژه مشارکت داشت. این دو شرکت روسی و هندی در سال ۲۰۰۹ میلادی، با بودجهٔ ۳۰۰ میلیون دلار کار خود را آغاز کرده بودند. نیروی هوایی هندوستان قصد داشت تا این محصول را جایگزین هواپیماهای قدیمی آنتونوف ای‌ان-۳۲ در ناوگان خود کند. هندوستان بر این بود تا این محصول جدید را برای کار حمل و نقل نظامی و عملیات هوابرد (چتربازی) به‌کار ببرد. در سال ۲۰۱۶ هندوستان اعلام کرد که از این پروژه منصرف شده و شرکت روسی باید تنها به کار خود ادامه بدهد.

## نگارخانه

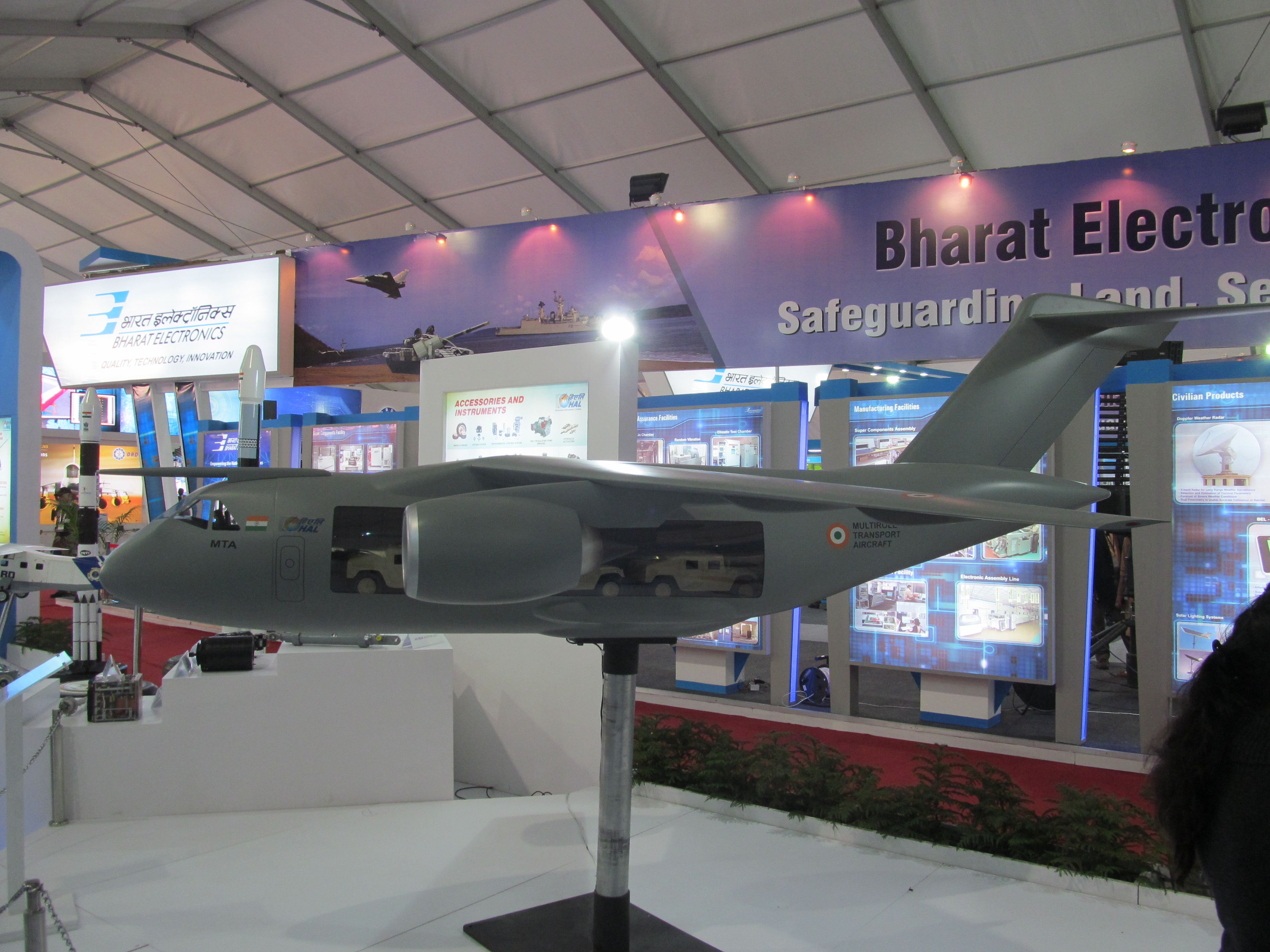
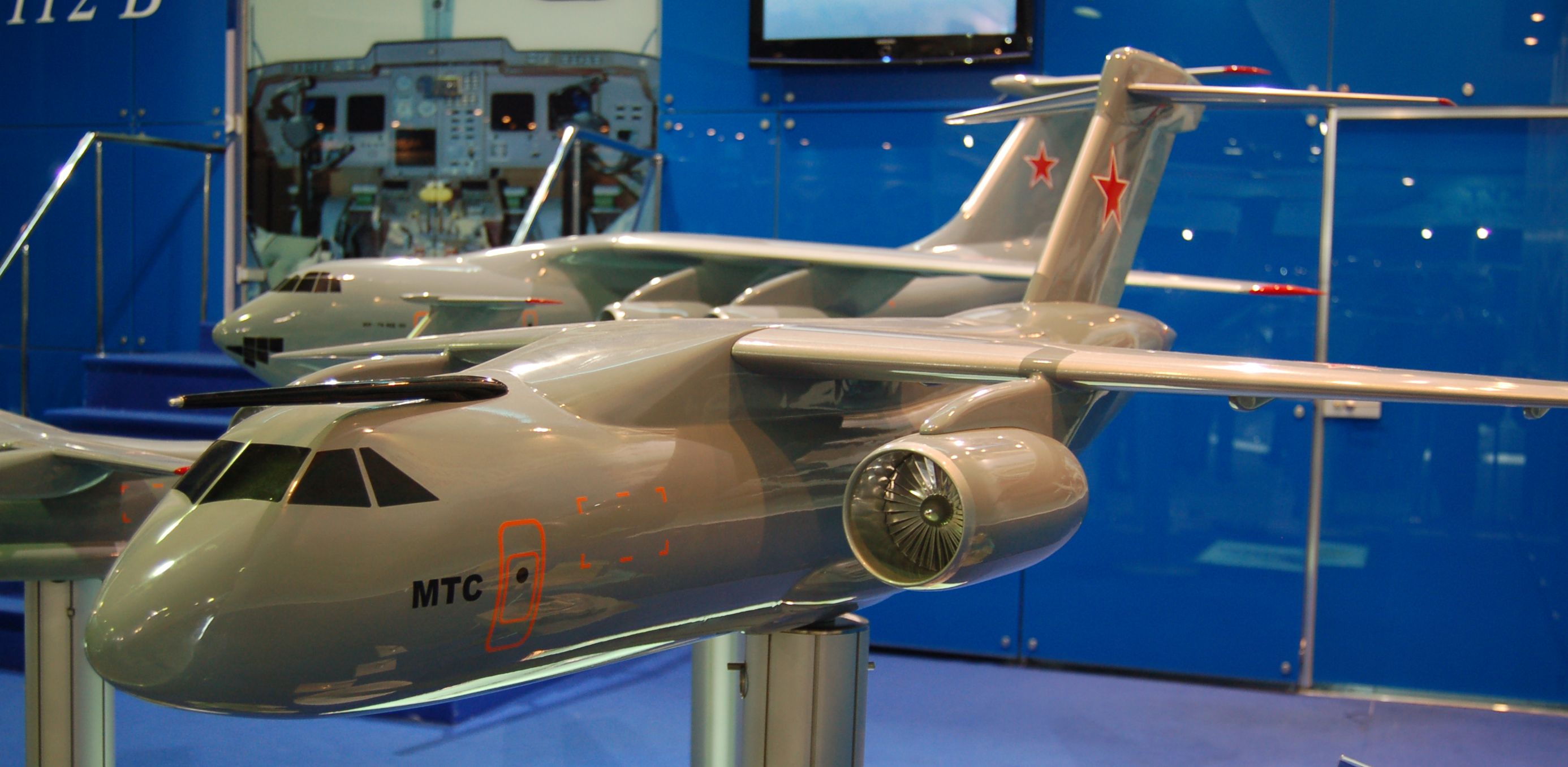

## مشخصات

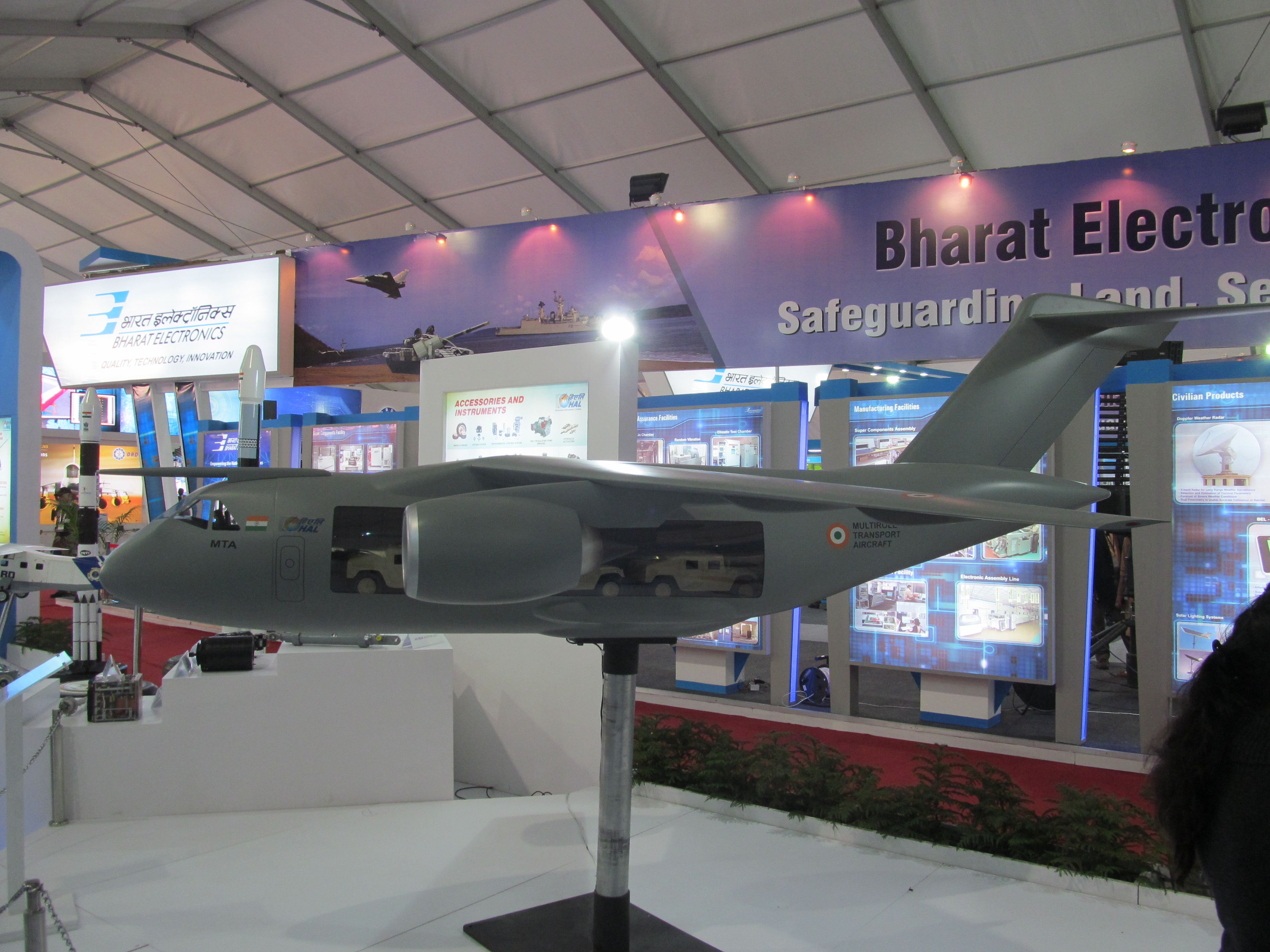
A side cut view of the aircraft's cargo bay.

داده‌ها از UACRussia.ru and Ilyushin.org
ویژگی‌های عمومی
- خدمه: ۳
- ظرفیت: 70 to 150 passengers
- Payload: ۲۰٬۰۰۰ کیلوگرم (۴۴٬۰۰۰ پوند)
- طول: ۳۷٫۷ متر (۱۲۳ فوت ۸ اینچ)
- پهنای بال: ۳۵٫۵ متر (۱۱۶ فوت ۶ اینچ)
- ارتفاع: ۱۲٫۹۵ متر (۴۲ فوت ۶ اینچ)
- مساحت بال‌ها: ۱۶۰ متر مربع (۱٬۷۰۰ فوت مربع)
- بیشترین وزن برخاست: ۷۲٬۰۰۰ کیلوگرم (۱۵۸٬۷۳۳ پوند)
- ظرفیت سوخت: ۳۰٬۷۰۰ کیلوگرم (۶۷٬۷۰۰ پوند)
- پیشرانه: ۲ عدد turbofan engines Aviadvigatel PD-14M, ۱۵۲٫۹۸ کیلونیوتن (۳۴٬۳۹۲ پوند-نیرو) thrust  در هر موتور

عملکرد
- حداکثر سرعت: ۸۷۰ کیلومتر بر ساعت (۵۴۰ مایل بر ساعت، ۴۷۰ گره)
- سرعت کروز: ۸۰۰ کیلومتر بر ساعت (۵۰۰ مایل بر ساعت، ۴۳۰ گره)
- بُرد: ۲٬۰۰۰ کیلومتر (۱٬۲۰۰ مایل، ۱٬۱۰۰ مایل دریایی) with payload of ۲۰٬۰۰۰ کیلوگرم (۴۴٬۰۰۰ پوند)
- بُرد معبر: ۷٬۳۰۰ کیلومتر (۴٬۵۰۰ مایل، ۳٬۹۰۰ مایل دریایی)
- حداکثر ارتفاع: ۱۳٬۱۰۰ متر (۴۳٬۰۰۰ فوت)
- Takeoff run: ۱٬۰۵۰ متر (۳٬۴۴۰ فوت)
- Landing run: ۱٬۰۵۰ متر (۳٬۴۴۰ فوت)